# 4399 Ashizuri
4399 Ashizuri је астероид главног астероидног појаса чија средња удаљеност од Сунца износи 2,574 астрономских јединица (АЈ).
Апсолутна магнитуда астероида је 12,5.